# Krušnohorská iniciativa
Krušnohorská iniciativa (KHI) vznikla v roce 1998 jako nazávislé občanské sdružení. Základním motivem je vlastní angažovaností napomoci všeobecné obnově a rozvoji Krušnohoří.
Hlavním účelem spolku jsou:
- ochrana přírody, krajiny a kulturních památek,

- realizace a podpora kulturních a přírodovědných projektů,

- popularizace a publikační činnost.

## Poslání
Z poslání stanoveného zakladateli vyplývají především činnosti vedoucí k poznávání regionu a ke zlepšování kvality života v něm. Jedná se o otevřenou spolupráci na poznávacích studiích, pořádání společenských akcí, zjišťování nedostatků v regionu, vytváření podnětů k jejich odstraňování a další aktivity podporující otevřenou komunikaci a zdravý rozvoj občanské společnosti.
V prvořadém zájmu KHI stálo od počátku (zejména v situaci 90. let 20. století) podnícení aktivity mladých lidí, aby se více zapojovali do občanského dění ve zdejším kraji, aby si k němu utvářeli náležitý vztah, případně našli ztracenou identitu. Důraz je kladen na přirozený historický kontext vzájemného příhraničního soužití.

## Působení v kraji
Spolek podnítil vývoj a obnovu různých památek (např. poutní barokní areál Mariánské Radčice, Flájský plavební kanál, zvonice na Klínech, flájský a vilejšovský kříž), přispěl k vývoji komunálních a regionálních konceptů a také k rozvoji občanského sektoru a neziskových organizací v Krušnohoří. Na veřejně prospěšných projektech spolupracovaly v rámci přeshraničního partnerství desítky organizací, dobrovolníků a zaměstnanců. Velkou podporu posyktl na občanské bázi i opat oseckého cisterciáckého kláštera Bernhard Thebes, který byl od založení spolku až do konce svého života aktivním členem rady. Úzké partnerství probíhalo se Svazkem obcí v regionu Krušných hor v prvních letech jeho existence, jedním ze společných projektů bylo vytvoření "Krušnohorského autookruhu" jako základu místní turistické infrastruktury. Od roku 2009 probíhají aktivity omezeně.

## Publikace spolku
- BÁRTA, Zdeněk. Plavební kanál Fláje-Clausnitz v Krušných horách / Der Flößgraben Fláje - Clausnitz im Erzgebirge. Krušnohorská iniciativa, Mariánské Radčice 1999. Reedice v roce 2001 s rozšířením o počáteční plán obnovy.
- JOZA, Vít. Plavební kanál Fláje-Clausnitz v Krušných horách : Stručný průvodce historií a současností významné technické památky. Krušnohorská iniciativa, Mariánské Radčice 2002. ISBN 8023885189.
- Kolektiv autorů. Krušnohorský okruh / Erzroute : Automobilový průvodce středním Krušnohořím. Sdružení obcí v regionu Krušných hor, Okresní úřad v Mostě, Krušnohorská iniciativa, Most 1999.